# Christian Kirk
Christian Davon Kirk (Scottsdale, Arizona, 18 de noviembre de 1996) más conocido como Christian Kirk, es un jugador profesional estadounidense de fútbol americano que se desempeña en la posición de wide receiver en Jacksonville Jaguars, equipo de la National Football League (NFL).

## Carrera
Fue seleccionado en la segunda ronda en la Reunión Anual de Selección de Jugadores de la NFL de 2018. Hizo su debut profesional con el equipo Arizona Cardinals, en el cual jugó cuatro temporadas (2018-2022), luego pasó a Jacksonville Jaguars, donde lleva jugando dos temporadas.